# Marios Joannou Elia
Marios Joannou Elia (nacido el 19 de junio de 1978 en Pafos, Chipre) es un compositor, académico y director de instituciones artísticas y culturales grecochipriota. Ha sido descrito por musicólogos, críticos musicales y medios de comunicación como un «fenómeno musical», «el hombre de lo monumental», «un pionero entre los compositores de su generación», «renovador musical», «el mago del sonido» y «el niño prodigio de la música contemporánea».

## Obra artística
Elia es creador de obras con proyección y alcance internacional. Sus composiciones abarcan sinfonías, oratorios, óperas, rapsodias, piezas corales, obras festivas, entre otras, que se distinguen por su originalidad, inventiva, carácter distintivo y fusión de géneros musicales heterogéneos. Su producción incluye alrededor de 100 composiciones.